# کاستیل د پئنس
کاستیل د پئنس (به اسپانیایی: Castil de Peones) یک شهرستان در اسپانیا است.